# 제임스 오길비
제임스 로버트 브루스 오길비(James Robert Bruce Ogilvy, 1964년 2월 29일 ~ )는 영국의 조경 디자이너이며, 럭셔리 브리핑의 설립자이자 편집자이다. 그는 켄트 공녀 알렉산드라와 앵거스 오길비 경의 장남이자 영국 왕실의 일원이다. 엘리자베스 2세 여왕과 그의 어머니는 4촌간으로, 둘 다 조지 5세의 손녀이다. 그는 찰스 3세와 6촌간이며, 영국 왕위 계승 서열 59위이다. 에얼리 백작 계승 서열 6위이기도 하다.